# Lista de jogos mais vendidos para Nintendo DS

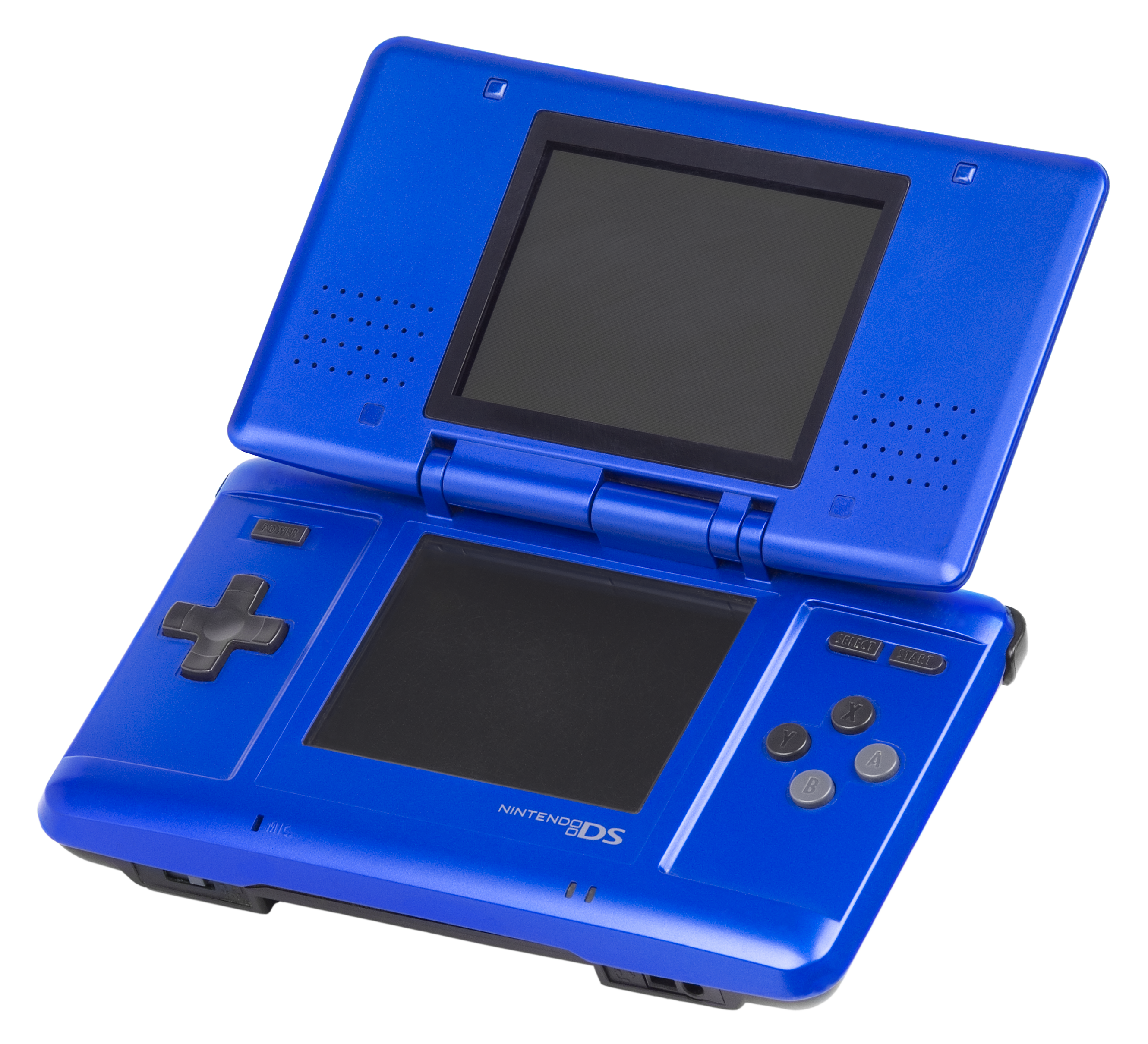
O console Nintendo DS

Esta é uma lista dos jogos eletrônicos para Nintendo DS que são conhecidos por terem vendidos pelo menos um milhão de cópias. Até 31 de março de 2019, um total de 70 jogos de Nintendo DS venderam mais de 1 milhão de unidades.

## Lista
| Pos. | Título                                                               | Vendas totais               | Vendas separadas                                                         | Lançamento              | Desenvolvedora(s)                           | Publicadora(s)                                                            |
| ---- | -------------------------------------------------------------------- | --------------------------- | ------------------------------------------------------------------------ | ----------------------- | ------------------------------------------- | ------------------------------------------------------------------------- |
| 1    | New Super Mario Bros.                                                | 30.80 milhões               | —                                                                        | 15 de maio de 2006      | Nintendo EAD (Group 4)                      | Nintendo                                                                  |
| 2    | Nintendogs (todas as versões)                                        | 23.96 milhões               | —                                                                        | 21 de abril de 2005     | Nintendo EAD (Group 1)                      | Nintendo                                                                  |
| 3    | Mario Kart DS                                                        | 23.60 milhões               | —                                                                        | 15 de novembro de 2005  | Nintendo EAD (Group 1)                      | Nintendo                                                                  |
| 4    | Brain Age                                                            | 19.01 milhões               | —                                                                        | 19 de maio de 2005      | Nintendo SPD                                | Nintendo                                                                  |
| 5    | Pokémon Diamond e Pearl                                              | 17.67 milhões               | —                                                                        | 28 de setembro de 2006  | Game Freak                                  | Nintendo, The Pokémon Company                                             |
| 6    | Pokémon Black e White                                                | 15.64 milhões               | —                                                                        | 18 de setembro de 2010  | Game Freak                                  | Nintendo, The Pokémon Company                                             |
| 7    | Brain Age 2                                                          | 14.88 milhões               | —                                                                        | 29 de dezembro de 2005  | Nintendo SPD                                | Nintendo                                                                  |
| 8    | Pokémon HeartGold e SoulSilver                                       | 12.72 milhões               | —                                                                        | 12 de setembro de 2009  | Game Freak                                  | Nintendo, The Pokémon Company                                             |
| 9    | Animal Crossing: Wild World                                          | 11.75 milhões               | —                                                                        | 23 de novembro de 2005  | Nintendo EAD (Group 2)                      | Nintendo                                                                  |
| 10   | Super Mario 64 DS                                                    | 11.06 milhões               | —                                                                        | 21 de novembro de 2004  | Nintendo EAD Comprehensive Group            | Nintendo                                                                  |
| 11   | Mario Party DS                                                       | 9.31 milhões                | —                                                                        | 8 de novembro de 2007   | Hudson Soft                                 | Nintendo                                                                  |
| 12   | Pokémon Black 2 e White 2                                            | 7.63 milhões                | —                                                                        | 23 de junho de 2012     | Game Freak                                  | Nintendo, The Pokémon Company                                             |
| 13   | Pokémon Platinum                                                     | 7.06 milhões                | —                                                                        | 13 de setembro de 2008  | Game Freak                                  | Nintendo, The Pokémon Company                                             |
| 14   | Dragon Quest IX: Sentinels of the Starry Skies                       | 5.31 milhões                | 4.26 milhões no Japão, 1.05 milhão em outros territórios                 | 11 de julho de 2009     | Armor Project, Level-5                      | Square Enix (Japão) Nintendo (geral)                                      |
| 15   | Big Brain Academy                                                    | 5.01 milhões                | —                                                                        | 30 de junho de 2005     | Nintendo EAD (Group 4)                      | Nintendo                                                                  |
| 16   | Pokémon Mystery Dungeon: Explorers of Time and Explorers of Darkness | 4.93 milhões                | —                                                                        | 13 de setembro de 2007  | Chunsoft                                    | Nintendo, The Pokémon Company                                             |
| 17   | Mario & Sonic at the Olympic Games                                   | 4.22 milhões                | —                                                                        | 6 de novembro de 2007   | Sega Sports R&D                             | Nintendo (Japão) Sega (geral)                                             |
| 18   | The Legend of Zelda: Phantom Hourglass                               | 4.13 milhões                | —                                                                        | 23 de junho de 2007     | Nintendo EAD (Group 3)                      | Nintendo                                                                  |
| 19   | Mario & Luigi: Bowser's Inside Story                                 | 4.13 milhões                | —                                                                        | 11 de fevereiro de 2009 | AlphaDream                                  | Nintendo                                                                  |
| 20   | Professor Layton and the Diabolical Box                              | 3.94 milhões                | 928.000 no Japão 2.43 milhões em outos territórios                       | 29 de novembro de 2007  | Level-5                                     | Level-5 (Japão) Nintendo (geral)                                          |
| 21   | Tomodachi Collection                                                 | 3.67 milhões                | —                                                                        | 18 de junho de 2009     | Nintendo SPD (Group 1)                      | Nintendo                                                                  |
| 22   | Professor Layton and the Curious Village                             | 3.17 milhões                | —                                                                        | 15 de fevereiro de 2007 | Level-5                                     | Level-5 (Japão) Nintendo (geral)                                          |
| 23   | Pokémon Mystery Dungeon: Blue Rescue Team                            | 3.08 milhões                | —                                                                        | 17 de novembro de 2005  | Chunsoft                                    | Nintendo                                                                  |
| 24   | Yoshi's Island DS                                                    | 2.91 milhões                | —                                                                        | 13 de novembro de 2006  | Nintendo, Artoon                            | Nintendo                                                                  |
| 25   | English Training                                                     | 2.86 milhões                | —                                                                        | 26 de janeiro de 2006   | Nintendo SPD                                | Nintendo                                                                  |
| 26   | Professor Layton and the Unwound Future                              | 2.833 milhões               | 862,000 in Japan 1.97 million em outros territórios                      | 27 de novembro de 2008  | Level-5                                     | Level-5 (Japão) Nintendo (geral)                                          |
| 27   | Cooking Mama                                                         | 2.827 milhões               | 1.2 milhão nos Estados Unidos 1 milhão na Europa 62.000 no Japão         | 23 de março de 2006     | Office Create                               | Taito (Japão) Majesco Entertainment (América do Norte) 505 Games (Europa) |
| 28   | Pokémon Ranger                                                       | 2.7 milhões                 | —                                                                        | 23 de março de 2006     | HAL Laboratory                              | Nintendo, The Pokémon Company                                             |
| 29   | The Legend of Zelda: Spirit Tracks                                   | 2.6 milhões                 | —                                                                        | 7 de dezembro de 2009   | Nintendo EAD (Group 3)                      | Nintendo                                                                  |
| 30   | Flash Focus                                                          | 2.52 milhões                | —                                                                        | 31 de maio de 2007      | Namco Bandai, Nintendo SPD                  | Nintendo                                                                  |
| 31   | Kirby Super Star Ultra                                               | 2.36 milhões                | —                                                                        | 22 de setembro de 2008  | HAL Laboratory                              | Nintendo                                                                  |
| 32   | WarioWare: Touched!                                                  | 2.15 milhões                | —                                                                        | 2 de dezembro de 2004   | Nintendo SPD (Group 1), Intelligent Systems | Nintendo                                                                  |
| 33   | Style Savvy                                                          | 2.09 milhões                | —                                                                        | 23 de outubro de 2008   | Syn Sophia, Nintendo SPD                    | Nintendo                                                                  |
| 34   | Tetris DS                                                            | 2.05 milhões                | —                                                                        | 20 de março de 2006     | Nintendo SPD (Group 2)                      | Nintendo                                                                  |
| 35   | Pokémon Ranger: Shadows of Almia                                     | 2.04 milhões                | —                                                                        | 20 de março de 2008     | Creatures Inc.                              | Nintendo, The Pokémon Company                                             |
| 36   | Final Fantasy III                                                    | 2 milhões                   | 1.06 milhão no Japão 460.000 na América do Norte 480.000 na Europa       | 24 de agosto de 2006    | Matrix Software                             | Square Enix                                                               |
| 37   | Rhythm Heaven                                                        | 1.92 milhão                 | 1.92 milhão no Japão (desconhecido em outros territórios)                | 31 de julho de 2008     | Nintendo SPD, TNX                           | Nintendo                                                                  |
| 38   | Professor Layton and the Last Specter                                | 1.91 milhão                 | 659.000 no Japão 1.25 milhão em outros territórios                       | 26 de novembro de 2009  | Level-5, Brownie Brown                      | Level-5 (Japão) Nintendo (geral)                                          |
| 39   | Art Academy                                                          | 1.9 milhão                  | —                                                                        | 19 de junho de 2010     | Headstrong Games, Nintendo SPD (Group 3)    | Nintendo                                                                  |
| 40   | Personal Trainer: Cooking                                            | 1.84 milhão                 | —                                                                        | 20 de junho de 2008     | Indies Zero, Nintendo NSD                   | Nintendo                                                                  |
| 41   | Mario vs. Donkey Kong: Mini-Land Mayhem!                             | 1.78 milhão                 | —                                                                        | 14 de novembro de 2010  | Nintendo Software Technology                | Nintendo                                                                  |
| 42   | Common Sense Training                                                | 1.66 milhão                 | —                                                                        | 26 de outubro de 2006   | HAL Laboratory                              | Nintendo                                                                  |
| 43   | Kirby: Squeak Squad                                                  | 1.6 milhão                  | —                                                                        | 6 de dezembro de 2006   | HAL Laboratory, Capcom, Flagship, Natsume   | Nintendo                                                                  |
| 44   | Mario Hoops 3-on-3                                                   | 1.5 milhão                  | —                                                                        | 27 de julho de 2006     | Square Enix                                 | Nintendo                                                                  |
| 45   | Dragon Quest Monsters: Joker                                         | 1.49 milhão                 | —                                                                        | 6 de novembro de 2007   | TOSE                                        | Square Enix                                                               |
| 46   | Kingdom Hearts 358/2 Days                                            | 1.49 milhão                 | —                                                                        | 29 de setembro de 2009  | h.a.n.d                                     | Square Enix                                                               |
| 47   | Dragon Quest V: Hand of the Heavenly Bride                           | 1.49 milhão aproximadamente | 1.36 milhão no Japão, 70.000 na Europa, 60.000 na América do Norte       | 17 de fevereiro de 2009 | ArtePiazza                                  | Square Enix                                                               |
| 48   | Dragon Quest IV: Chapters of the Chosen                              | 1.46 milhão aproximadamente | 1.2 milhão no Japão, 110.000 na América do Norte, 150.000 na Europa      | 16 de setembro de 2008  | ChunSoft                                    | Enix                                                                      |
| 49   | Pokémon Mystery Dungeon: Explorers of Sky                            | 1.4 milhão                  | —                                                                        | 12 de outubro de 2009   | ChunSoft                                    | Nintendo                                                                  |
| 50   | Guitar Hero: On Tour                                                 | 1.4 milhão aproximadamente  | 1.1 milhão nos Estados Unidos, 200.000 no Reino Unido, 100.000 na França | 22 de junho de 2008     | Activision                                  | Activision                                                                |
| 51   | Mario & Luigi: Partners in Time                                      | 1.39 milhão                 | —                                                                        | 28 de novembro de 2005  | AlphaDream                                  | Nintendo                                                                  |
| 52   | Dragon Quest VI: Realms of Revelation                                | 1.35 milhão                 | —                                                                        | 14 de fevereiro de 2011 | ArtePiazza                                  | Nintendo                                                                  |
| 53   | Hannah Montana                                                       | 1.3 milhão                  | —                                                                        | 10 de outubro de 2006   | DC Studios                                  | Buena Vista Games                                                         |
| 54   | MySims                                                               | 1.3 milhão aproximadamente  | 1 milhão nos Estados Unidos, 300.000 no Reino Unido                      | 18 de setembro de 2007  | TOSE                                        | Electronic Arts                                                           |
| 55   | Dragon Quest Monsters: Joker 2                                       | 1.25 milhão                 | —                                                                        | 19 de setembro de 2011  | Tose                                        | Square Enix                                                               |
| 56   | Sonic Colors                                                         | 1.25 milhão                 | —                                                                        | 16 de novembro de 2010  | Dimps                                       | Sega                                                                      |
| 57   | Mario vs. Donkey Kong 2: March of the Minis                          | 1.24 milhão                 | —                                                                        | 25 de setembro de 2006  | Nintendo Software Technology                | Nintendo                                                                  |
| 58   | Clubhouse Games                                                      | 1.23 milhão aproximadamente | 630.000 no Japão, 600.000 no Reino Unido                                 | 9 de outubro de 2006    | Agenda                                      | Nintendo                                                                  |
| 59   | High School Musical: Makin' the Cut!                                 | 1.2 milhão                  | —                                                                        | 14 de agosto de 2007    | A2M                                         | Buena Vista Games                                                         |
| 60   | Inazuma Eleven: Firestorm and Blizzard                               | 1.18 milhão                 | —                                                                        | 1 de outubro de 2009    | Level-5                                     | Nintendo                                                                  |
| 61   | Super Princess Peach                                                 | 1.15 milhão                 | —                                                                        | 27 de fevereiro de 2006 | Tose                                        | Nintendo                                                                  |
| 62   | Love and Berry DS Collection                                         | 1.12 milhão                 | —                                                                        | 22 de novembro de 2006  | Sega                                        | Sega                                                                      |
| 63   | Tamagotchi Connection: Corner Shop                                   | 1.12 milhão                 | —                                                                        | 31 de janeiro de 2006   | NanaOn-Sha                                  | Bandai                                                                    |
| 64   | Final Fantasy IV                                                     | 1.09 milhão aproximadamente | 610.000 no Japão, 300.000 na América do Norte e 180,000 na Europa        | 22 de julho de 2008     | Matrix Software                             | Square Enix                                                               |
| 65   | Kirby Mass Attack                                                    | 1.06 milhão                 | —                                                                        | 19 de setembro de 2011  | HAL Laboratory                              | Nintendo                                                                  |
| 66   | Diddy Kong Racing DS                                                 | 1.04 milhão                 | —                                                                        | 5 de fevereiro de 2007  | Rare                                        | Rare                                                                      |
| 67   | Final Fantasy XII: Revenant Wings                                    | 1.04 milhão aproximadamente | 540.000 no Japão, 220.000 na América do Norte, 280.000 na Europa         | 20 de novembro de 2007  | Square Enix                                 | Square Enix                                                               |
| 68   | Scribblenauts                                                        | 1 million                   | —                                                                        | 15 de setembro de 2009  | 5th Cell                                    | Warner Bros. Interactive Entertainment                                    |
| 69   | Drawn to Life                                                        | 1 milhão aproximadamente    | —                                                                        | 10 de setembro de 2007  | 5th Cell                                    | THQ                                                                       |
| 70   | Spectrobes                                                           | 1 milhão combinados         | —                                                                        | 13 de março de 2007     | Jupiter                                     | Disney Interactive Studios                                                |

Total de vendas de jogos para Nintendo DS até 31 de dezembro de 2019: 948.69 milhões.